# Villers-les-Pots
Villers-les-Pots è un comune francese di 1 051 abitanti situato nel dipartimento della Côte-d'Or nella regione della Borgogna-Franca Contea.

## Società

### Evoluzione demografica
Abitanti censiti